# Benzin
«Benzin» (en español: «gasolina») es el primer sencillo del álbum Rosenrot (2005) de la banda de música industrial alemana Rammstein. La canción puede interpretarse como un alegato contra los altos precios del combustible.
Preguntado sobre el tema de la canción en una entrevista en la revista francesa RockMag, Till Lindemann dijo: 

La realidad es que un día vi una película que se llamaba "Love Liza". Es la historia de un chico que pierde su mujer y su trabajo y poco a poco se va haciendo adicto a la gasolina. Va a la gasolinera y huele el surtidor. Tiene algo de tragicomedia. Se han rodado muchas películas sobre adicciones, pero nunca una sobre esnifadores de gasolina. Creo que ese fue el punto de partida de esta canción.

## Vídeo
El vídeo fue rodado por Uwe Flade en Berlín. En él se ve a los miembros de Rammstein caracterizados como un grupo de bomberos que hace mucho que no reciben una llamada de emergencia. Cuando finalmente reciben una, se lanzan en una loca carrera en un enorme camión de bomberos para llegar al lugar de la emergencia, destrozando a su paso árboles, trenes, coches, etc. Finalmente, descubren que la llamada era por un suicida (que no es otro que Christian "Flake" Lorenz) que está en lo alto del edificio. Preparan la lona para rescatarle y cuando el suicida se tira al vacío la lona se desgarra. Como Lorenz se encontraba enfermo durante el rodaje del videoclip, en este aparece un doble suyo.

## Contenido del sencillo
Sencillo en CD
1. «Benzin» (3:47)
2. «Benzin» (Combustion Remix by Meshuggah) (5:05)
3. «Benzin» (Smallstars Remix by Ad Rock) (3:45)
4. «Benzin» (Kerosinii Remix by Apocalyptica) (3:48)

## Posición en las listas
| Lista (2005)                              | Mejor posición |
| ----------------------------------------- | -------------- |
| Alemania (Offizielle Deutsche Charts)     | 6              |
| Austria (Ö3 Austria Top 40)               | 11             |
| Bélgica (Flandes) (Ultratop 50)           | 41             |
| Bélgica (Valonia) (Ultratop 50)           | 33             |
| Dinamarca (Tracklisten)                   | 3              |
| España (Top 100 Canciones)                | 3              |
| European Hot 100                          | 10             |
| Finlandia (OFC)                           | 1              |
| Francia (SNEP)                            | 81             |
| Italia (FIMI)                             | 35             |
| Noruega (VG-lista)                        | 15             |
| Países Bajos (Mega Single Top 100)        | 25             |
| Reino Unido (The Official Charts Company) | 58             |
| Suecia (Sverigetopplistan)                | 16             |
| Suiza (Schweizer Hitparade)               | 15             |